# 입법부작위
입법부작위란 헌법에서 기본권보장을 위하여 법령에 명시적인 입법위임을 하였음에도 입법자가 이를 이행하지 않은 경우를 말한다. 진정입법부작위와 부진정입법부작위로 나뉜다.

## 진정입법부작위
진정입법부작위는 공권력의 불행사로 헌법소원의 대상이 된다.
부진정입법부작위
입법은 하였으나 문언상 명백히 하지 않고 반대해석으로 그 규정의 취지를 알 수 있도록 한 것을 말한다.

## 판례
- 헌법해석상 특정인에게 구체적인 기본권이 생겨 이를 보장하기 위한 국가의 행위의무 내지 보호의무가 발생하였음이 명백함에도 입법자가 아무런 입법조치를 취하지 않고 있는 경우에도 그 입법부작위는 헌법소원의 대상이 된다[4].
- 헌법재판소법 제68조 제2항에 의한 헌법소원은 '법률'의 위헌성을 다투는 제도이므로 '법률의 부존재' 즉, 입법부작위를 다투는 것은 그 자체로 허용되지 아니한다[5]
- 진정입법부작위에 대해서는 헌법소원심판 청구기간의 제한이 없다[6]